# Моколеа-Рок

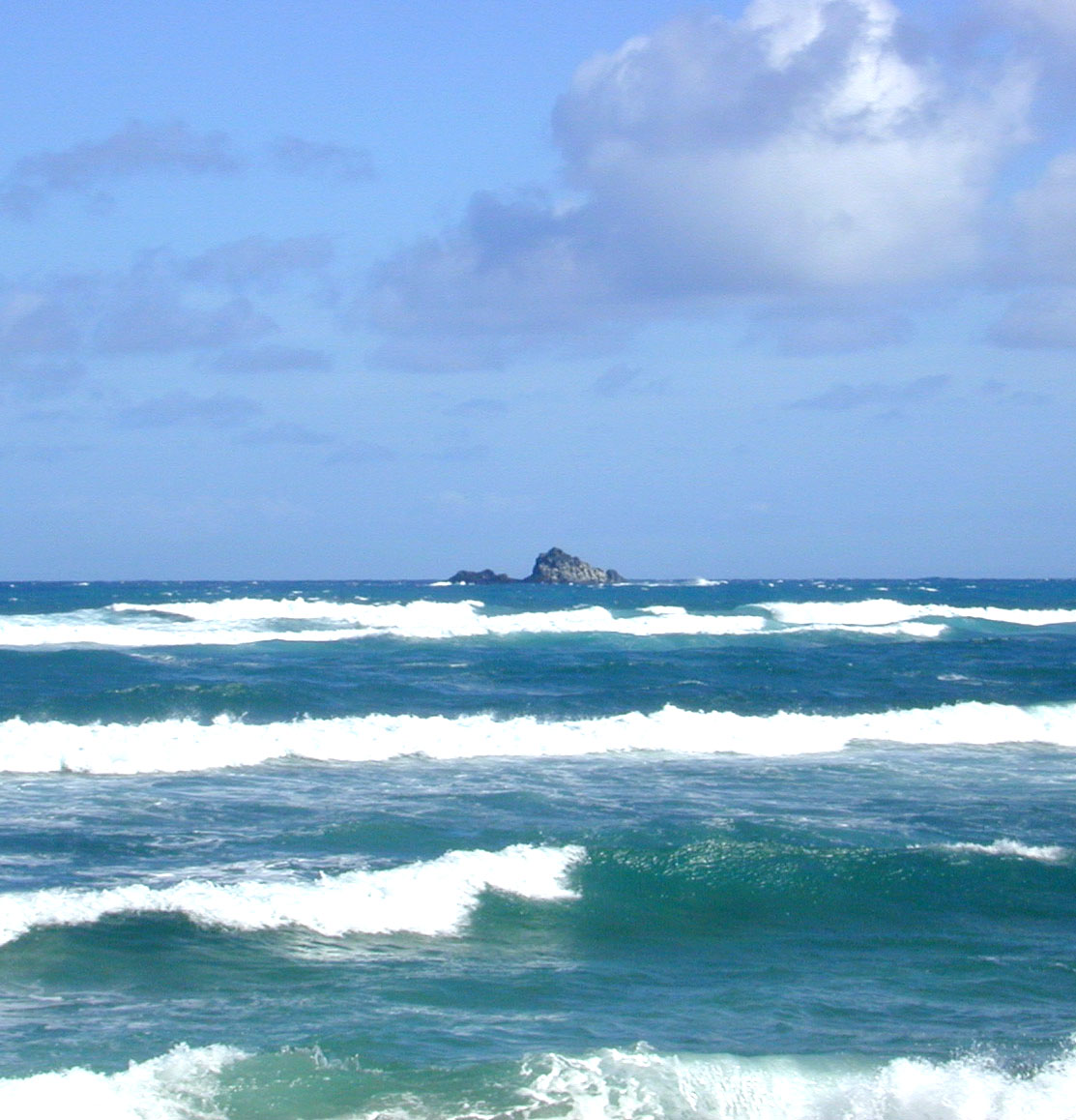
Моколеа-Рок в затоці Кайлуа, ʻ, ʻ, 2.2 km біля Північного пляжу, Гавайська база морської піхоти.

Моколеа-Рок — острівець у затоці Кайлуа вздовж навітряного узбережжя Оаху на Гаваях і розташований на схід від бази морської піхоти (MCBH). Як і більшість невеликих острівців біля берегової лінії великого острова Гавайських островів, Моколеа є державним пташиним заповідником, де мешкає багато видів птахів. Для доступу на острів потрібен дозвіл і надається він лише людям, які займаються охороною фауни острова. Острівець більш відомий місцевим жителям як «Острів пташиного лайна», «Пташиний лайно» або просто «Пташиний», оскільки його поверхня чорної лави сильно вкрита пташиним послідом. 
На острівці немає рослинності, він фактично являє собою три сполучені відслонення, найвище з яких не перевищує 7,6 м над середнім рівнем моря. Усі три складаються з безплідної, зубчастої лави. Моколеа є частиною навітряного краю вулканічної кальдери Кавайнуї. Близько 91 м  від цього виступу на стороні, що виходить на пляж Кайлуа, шельф виступає з глибокої води на глибину від 7,6 до 9,1 м. Шельф є помірно цікавим місцем для підводного плавання, хоча більшу частину часу місцевість нерівна, і поставити човен на якір важко.